# Zenon Licznerski
Zenon Licznerski (ur. 27 listopada 1954 w Elblągu) – polski lekkoatleta – sprinter. 

## Osiągnięcia
Zawodnik Startu Elbląg, Lechii Gdańsk, Górnika Zabrze i Legii Warszawa. 2-krotny olimpijczyk: Montreal 1976 – 4. miejsce w sztafecie 4 x 100 m (38,83 s); Moskwa 1980 – srebrny medal w sztafecie 4 × 100 m (38,33 s). W reprezentacyjnej sztafecie 4 × 100 m zajął m.in.: 3. miejsce (Montreal 1979 – 38,85 s) i 1. miejsce (Rzym 1981 – 38,73 s) w Pucharze świata oraz zdobył tytuł mistrza Europy (Praga 1978), gdzie partnerami w sztafecie byli: Zenon Nowosz, Leszek Dunecki i Marian Woronin (38,58 s). Dwa zwycięstwa wywalczyła sztafeta z Licznerskim podczas finału Pucharu Europy: w Turynie (1979 – 38,47 s) i Zagrzebiu (1981 – 38,66 s), dwa razy zajęła też w tych zawodach 3. miejsca (1977 – 39,38 s; 1983 – 38,97 s). Był także brązowym medalistą HME w Katowicach (1975) w biegu na 60 m (6,74 s). 
15-krotny rekordzista kraju (100 m, 200 m, sztafeta 4 x 100 m klubowa i reprezentacyjna), 14-krotny mistrz Polski (100 m, 200 m, 4 × 100 m) i mistrz Polski w hali na 200 m (1982).
Brat Jacka.
Został członkiem honorowego komitetu poparcia Bronisława Komorowskiego przed wyborami prezydenckimi w Polsce w 2015 roku.
W 2001 odznaczony Złotym Krzyżem Zasługi.

## Rekordy życiowe

### na stadionie
- bieg na 100 m – 10,22 s. (9. wynik w historii polskiego sprintu)[3] – 25 czerwca 1976, Bydgoszcz
- bieg na 200 m – 20,63 s. (12. wynik w historii polskiego sprintu)[3] – 19 czerwca 1978, Warszawa

### w hali
- bieg na 60 m – 6,71 s. – 8 marca 1975, Katowice
- bieg na 200 m – 21,52 s. – 21 lutego 1982, Zabrze